# Manuel Cendón Caíña
Manuel Francisco Cendón Caíña es un político gallego, exalcalde de Beariz. 

## Trayectoria
Fue nombrado recaudador de cédulas de Beariz en 1941. Accedió a la alcaldía de Beariz tras las primeras elecciones democráticas, encabezando la candidatura de Coalición Democrática. En esa legislatura consiguió cinco concejales, frente a los cuatro de UCD.